# Laguna de Negrillos
Laguna de Negrillos è un comune spagnolo di 1 444 abitanti situato nella comunità autonoma di Castiglia e León.